# Metachromadora itoi
Metachromadora itoi is een rondwormensoort uit de familie van de Desmodoridae. De wetenschappelijke naam van de soort is voor het eerst geldig gepubliceerd in 1978 door Kito.